# Rachiplusia signata
Rachiplusia signata är en fjärilsart som beskrevs av Philippi 1860. Rachiplusia signata ingår i släktet Rachiplusia och familjen nattflyn. Inga underarter finns listade.